# 郝大通
郝大通（1140年1月24日—1213年1月23日），名璘，字太古，號大通，道號恬然子，又號廣寧子，自稱太古道人。南宋或金朝山東寧海人，知名道教全真道人士，全真七子之一。

## 生平
郝大通，金熙宗天眷三年庚申正月初三（1140年1月24日）生於山東寧海。
郝大通精通老莊易經，擅長卜筮占卦。大定七年丁亥（1167年）秋師從王重陽，皈依全真教，數年後繼承成為該教掌門人。除此，他創全真教華山派，與道教符籙派關係密切。
金崇慶元年壬申臘月晦日（1213年1月23日），郝大通於寧海先天觀坐化。郝大通羽化歸天後，元世祖封之為「廣寧通玄太古真人」，元武宗加封「廣寧通玄妙極太古真君」。
今部份台灣道教廟宇仍以農曆正月初三祭祀郝大通，稱為太古真人聖誕。

## 金庸小說中的郝大通
在金庸小說《射鵰英雄傳》曾與其他六子一同出場，但次數不多。
在金庸小說《神鵰俠侶》便頗有戲分，主要是楊過叛逃全真教的事件上，他與古墓派的孫婆婆發生爭執，更一時不慎錯手殺害孫婆婆。
登場回數:(射)25-26,34-35,(神)4-6,11-14,20-23,27-28,37-39

## 著述
- 《三教入易論》
- 《示教直言》
- 《心經解》
- 《救苦經解》
- 《周易參同契釋義》
- 《太古集》

## 延伸阅读
[在维基数据编辑]
 《新元史/卷243》，出自柯劭忞《新元史》